# Caron Butler
James Caron Butler (* 13. März 1980 in Racine, Wisconsin) ist ein ehemaliger US-amerikanischer Basketballspieler und heutiger -trainer, der 14 Saisons in der NBA spielte. Seit 2020 ist er Co-Trainer bei den Miami Heat
Butler hatte seine erfolgreichste Zeit in der NBA bei den Washington Wizards, wo er in den Jahren 2007 und 2008 jeweils NBA All-Star wurde. 2011 wurde er mit den Dallas Mavericks NBA-Champion, konnte jedoch verletzungsbedingt kein Playoff-Spiel absolvieren.

## Karriere
Butler wuchs in Racine auf, wo er eine harte Kindheit hatte; bis zum 15. Lebensjahr wurde er 15-mal verhaftet. Im NBA-Draft 2002 wurde er an 10. Stelle von den Miami Heat ausgewählt. Bereits in seiner Debütsaison erzielte er im Durchschnitt 15 Punkte und 5 Rebounds pro Spiel und wurde für seine Leistung in das NBA All-Rookie First Team berufen. Aufgrund einer zeitweiligen Verletzung spielte er in der Folgespielzeit lediglich 68 Spiele und erreichte nur noch 9 Punkte und 4 Rebounds im Durchschnitt.
Ende 2004 wurde er zusammen mit Lamar Odom und Brian Grant im Austausch für Shaquille O’Neal zu den Los Angeles Lakers transferiert.

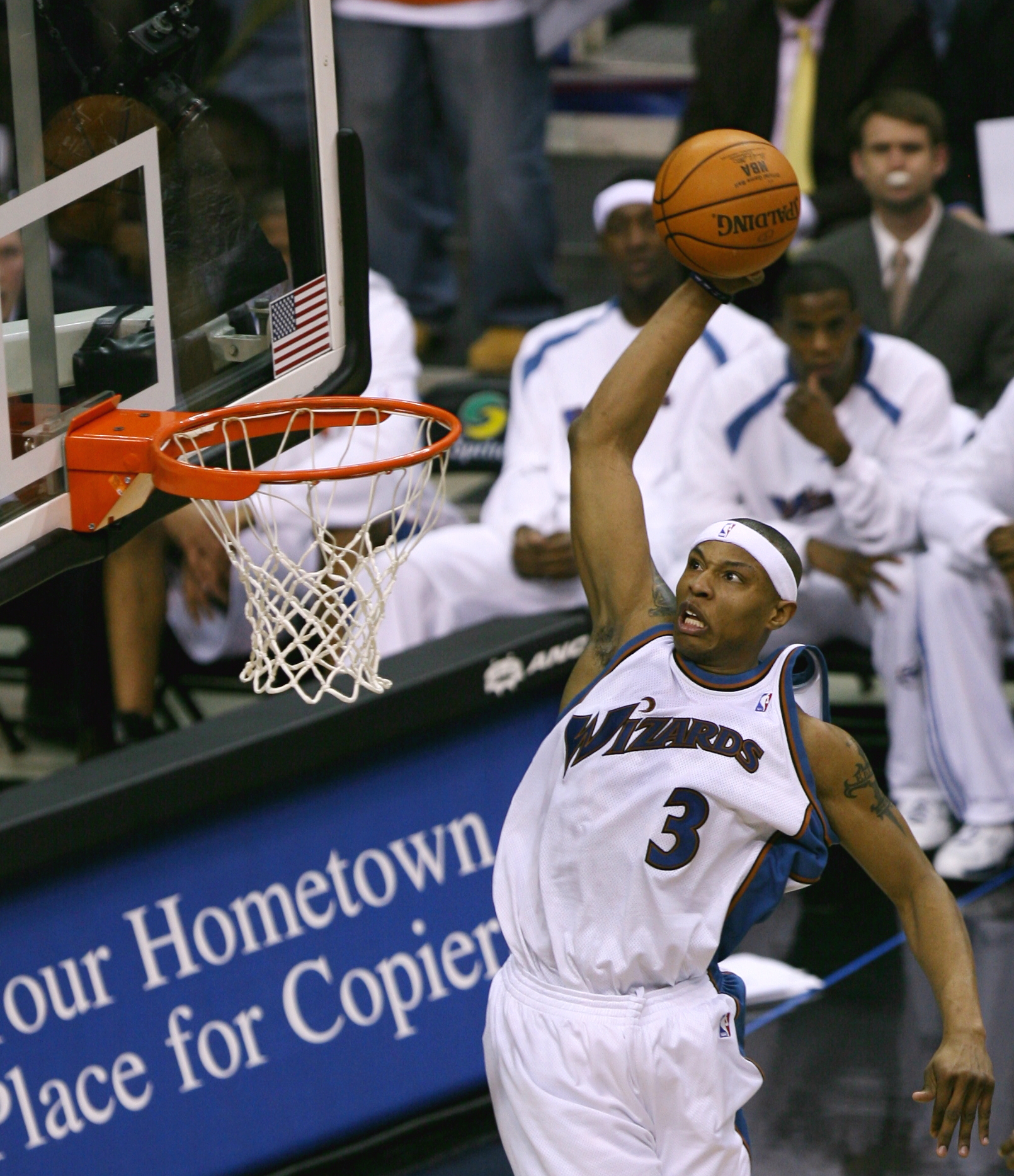
Butler beim einhändigen Dunking (2008)

Im Jahre 2005 wurde er mit Chucky Atkins gegen Kwame Brown und Laron Profit der Washington Wizards getauscht, wo er einen Fünfjahresvertrag in Höhe von 46 Mio. US-Dollar unterzeichnete. 2007 bestritt Butler seine beste Saison als Profispieler, mit einem Durchschnitt von 19,1 Punkten, 7,4 Rebounds und 3,7 Assists pro Spiel. Ende der Spielzeit wurde er in das NBA All-Star Game gewählt; seine erste von insgesamt zwei All-Star-Nominierungen.
Im Februar 2010 wurde er zusammen mit Brendan Haywood und DeShawn Stevenson für Josh Howard, Drew Gooden, James Singleton und Quinton Ross zu den Dallas Mavericks transferiert. Am 4. Januar 2011 wurde bekannt gegeben, dass Butler sich wegen einer Patellarsehnenruptur einer Operation unterziehen musste. Er arbeitete hart an seiner Rehabilitation, konnte letztendlich aber nicht mehr in den Playoffs eingesetzt werden. Trotzdem gewannen die Mavericks 2011 die NBA-Meisterschaft.
Nach der Saison wechselte er schließlich zu den Los Angeles Clippers. Dort etablierte er sich in der Starting Five und zog mit dem Team in die Playoffs ein. Im ersten Spiel der Serie gegen die Memphis Grizzlies im April 2012 brach sich Butler die linke Hand. Dennoch spielte er trotz der Verletzung auch in folgenden Spielen als Starter.
Im Sommer 2013 wurde Butler von den Clippers zunächst zu den Phoenix Suns transferiert. Im Gegenzug wechselte Shooting Guard J. J. Redick nach Los Angeles. Die Suns tradeten Butler jedoch umgehend weiter und gaben ihn an die Milwaukee Bucks ab.
Für die Bucks lief Butler bis Ende Februar 2014 auf. Bereits im Februar stand fest, dass die Bucks keine Chance auf die Playoffs haben. Das Management einigte sich daraufhin mit Butler auf die Auflösung seines Vertrages, um den Neuaufbau des Kaders mit jungen Spielern weiter zu forcieren.
Im März 2014 unterschrieb er bis zum Ende der Spielzeit 2014/15 bei den Oklahoma City Thunder, bevor er zur folgenden Saison zu den Detroit Pistons wechselte.
Am 11. Juni 2015 wurde Butler von den Pistons, zusammen mit Teamkollegen Shawne Williams, gegen Ersan İlyasova zu den Milwaukee Bucks getradet. Am 30. Juni 2015 trennten sich Butler und die Bucks einvernehmlich.
Er unterzeichnete daraufhin einen Vertrag bei den Sacramento Kings. Butler absolvierte 17 Saisonspiele für die Kings und erzielte 3,7 Punkte. Obwohl er im Sommer 2016 eine Option für ein weiteres Jahr zog, einigte sich Butler mit den Kings auf eine vorzeitige Vertragsauflösung.

## Auszeichnungen und Erfolge
- Dallas Mavericks (2010–2011)
  - NBA-Champion: 2011
- Washington Wizards (2005–2010)
  - NBA Player of the Week: 3. Januar-Woche 2007[2]
  - 2 × NBA All-Star: 2007, 2008[2]
- Miami Heat (2002–2004)
  - NBA All-Rookie First Team: 2003[2]
  - 4 × NBA Rookie-Player of the Month: November 2002, Januar 2003, Februar 2003, März 2003[2]

## Sonstiges
Außerhalb des Spielfelds ist Butler für seine Angewohnheit bekannt, auf Trinkhalmen zu kauen. Wie er bei NBA TV bewies, kann er verschiedene Trinkhalme erkennen, ohne sie in Augenschein zu nehmen.
Heute lebt er in Centreville (Virginia) mit seiner Frau Andrea und seiner Tochter Mia. Er hat eine weitere Tochter namens Camary und einen Sohn namens Caron Jr., welche beide in Racine leben.